# Sonata para piano n.º 3 (Schumann)

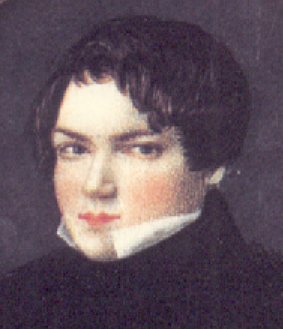
Robert Schumann en 1830.

La Sonata para piano n.º 3 en fa menor, Op. 14, también conocida como Concierto sin orquesta o en francés Concert sans orchestre, fue compuesta por Robert Schumann en 1836. La obra está dedicada a Ignaz Moscheles, a quien en una carta comenta "qué locas inspiraciones se pueden tener".

## Historia
En el verano de 1836 Schumann llevó a cabo la mayor parte de su trabajo sobre esta composición. Como confesaría más tarde, este fue su "periodo más oscuro"; un tiempo en el que estuvo por completo distanciado de Clara Wieck. Si algunas de las ideas musicales de Clara ya habían dejado su impronta en el movimiento inicial de la Sonata para piano n.º 1 en fa sostenido menor, la nueva obra situaba a Clara literalmente en el centro del escenario: la sonata, tal y como Robert la concibió originalmente, constaba de cinco movimientos, con el movimiento lento enmarcado por dos scherzi. Dicho movimiento lento no sólo consistía en una serie de variaciones sobre un "Andantino de Clara Wieck", sino que la escala descendente de cinco notas con la que comenzaba su tema impregnaba también otras secciones de la obra, entre ellas el tema principal del movimiento de apertura.

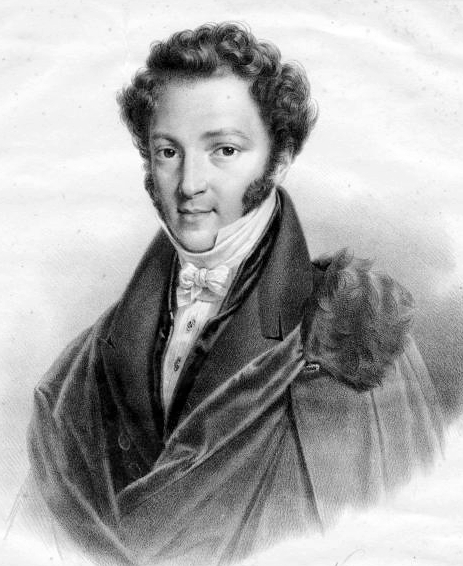
Ignaz Moscheles, dedicatario de la obra.

La primera publicación la pieza fue con tres movimientos y tuvo lugar en Viena en 1836 por Tobias Haslinger. Probablemente fue Haslinger quien convenció a Schumann para que prescindiera de los scherzi, conservando las variaciones lentas como movimiento intermedio contrastante, de tal modo que la obra pudiera aparecer bajo el rimbombante título de "Concert sans orchestre". Esta denominación totalmente inapropiada fue criticada no sólo por Franz Liszt en su revista Gazette musicale, sino también por Ignaz Moscheles, el pianista y compositor alemán-bohemio a quien iba dedicada la obra.
En 1853 el compositor revisó la obra, publicándola como Sonata para piano n.º 3 en fa menor dedicada a Ignaz Moscheles. En dicha revisión el maestro redujo el número de variaciones del movimiento lento de seis a cuatro y colocó el segundo de los dos scherzi rechazados como segundo movimiento entre el Allegro y las variaciones. Dejó a elección del intérprete decidir si tocaba esta pieza o no.
El estreno de esta pieza no se celebró hasta 1862 en Viena con la interpretación de su alumno Johannes Brahms. Franz Liszt consideraba que la obra era rica y poderosa.

## Estructura y análisis
La sonata consta de cuatro movimientos:
- I. Allegro brillante, en fa menor 4
4
- II. Scherzo. Molto commodo, en re bemol mayor 3
4
- III. Quasi variazioni. Andantino de Clara Wieck, en fa menor 2
4
- IV. Prestissimo possibile, en fa menor → fa mayor 2
4

La interpretación de la pieza dura aproximadamente entre 25 y 30 minutos. La obra, en general, es una típica sonata con algunas sorpresas como el andantino de Clara Wieck. 

### I.Allegro brillante
El primer movimiento, Allegro brillante, está escrito en la tonalidad de fa menor y el compás de 4/4. El tema principal resume el enfoque de Schumann en cuanto a la transformación del material. Un tema expansivo y descendente fluye en la mano derecha sobre rápidos arpegios en la izquierda. Casi inmediatamente el tema se disuelve en secuencias repetidas derivadas del tema que modulan alejándose de la tónica. El desarrollo fragmentario de material al estilo de Ludwig van Beethoven aparece en las obras de este compositor en lugares distintos de la sección de desarrollo, donde a menudo se encuentran pasajes melódicos enteros transpuestos a nuevas armonías.
El movimiento de apertura, al igual que el final, adopta una forma sonata muy personal que ha sido objeto de numerosas interpretaciones erróneas. Su mitad inicial es de desarrollo continuo, hasta el punto de hacer superflua una sección central de desarrollo. En su lugar, una breve transición conduce directamente a una recapitulación variada que concluye con un pasaje culminante que sirve para lanzar una coda. Este pasaje culminante es similar en los dos movimientos exteriores: el Allegro inicial tiene un descenso en cascada desde la parte superior del teclado hasta la parte inferior, con las dos manos alternándose en estilo toccata (la primera edición de Schumann tiene en su lugar una serie de arpegios descendentes tocados por ambas manos en octavas); mientras que el final culmina con trémolos a modo de cadencia que parecen "congelar" momentáneamente el argumento musical.

### II.Scherzo. Molto commodo
El segundo movimiento, Scherzo. Molto commodo, está en re bemol mayor y en compás de 3/4. Se trata de un Scherzo que recuerda más a un minueto señorial que a un scherzo posterior a Beethoven. Esto se debe en parte a los numerosos acentos en el tercer tiempo. El trío en re mayor discurre a través de diversas armonías, incluyendo re bemol mayor y si bemol menor, las principales tonalidades de esta pieza.

### III.Quasi variazioni. Andantino
El tercer movimiento, Quasi variazioni. Andantino, está en fa menor y en compás de 2/4. Es un movimiento lento conformado por un conjunto de variaciones sobre un tema Andantino de Clara Wieck. El tema descendente es sorprendentemente similar al tema principal del primer movimiento y quizá se trate del germen de toda la sonata, ya que aparece ligeramente modificado en el trío del Scherzo y en el Finale. Asimismo, el tratamiento que Schumann da al tema en la tercera variación, en la que transpone un gesto cromático descendente hacia arriba una cuarta justa, se asemeja a los compases iniciales del tema principal del movimiento inicial. El comienzo de la cuarta variación está directamente relacionado con la apertura del Scherzo, tanto en tono como en ritmo. Este movimiento de variación se ha convertido en uno de los predilectos de los pianistas y en ocasiones se programa de manera independiente de la sonata a la que pertenece.

### IV.Prestissimo possibile
El cuarto y último movimiento, Prestissimo possibile, está escrito en fa menor que acaba en fa mayor y mantiene el compás de 2/4. El enérgico Finale es muy difícil de interpretar y contiene temas concebidos motívicamente e incrustados en rápidas figuraciones de la mano derecha. La síncopa es un rasgo esencial de la pieza y es responsable de su tremenda energía. La repetición también desempeña un papel fundamental tanto en la creación del ímpetu hacia delante como en la delineación de la estructura. Este movimiento termina con una coda en fa mayor concluyendo la obra de una forma brillante y poderosa. Recuerda a su Kreisleriana, Op. 16. 

## Discografía selecta
- 2008 – Schumann: Sonate, Impromptus & Fantasie; Klavierwerke & Kammermusick II. Eric Le Sage (Alpha 110).
- 2009 – Vladimir Horowitz: The Complete Original Jacket Collection. Vladimir Horowitz (Sony Music 88697575002).
- 2008 – Schumann: Sonata para piano n.º 3 Op. 14 (versión original basada en la partitura autógrafa); Fantasiestücke, Op. 12. Florian Henschel (Neo Classics 30805)
- 2005 – Schumann: Davidsbündlertänze; Concert sans orchestre; Kreisleriana. Maurizio Pollini (Deutsche Grammophon 000426702).